# Ніколаєв Сергій Львович
Сергій Львович Ніколаєв (рід. 25 грудня 1954, Новосибірськ) — російський лінгвіст, Фахівець в області порівняльно-історичного мовознавства, слов'янської акцентології і діалектології. Автор ряду книг і статей з питань індоєвропєїстіки, акцентології, слов'янської діалектології Представник Московської школи компаративістики. Один з провідних славістів сучасності, відомий спеціаліст з вивчення «Слова о полку Ігоревім».

## Біографія
Закінчив філологічний факультет Калінінського державного університету.
З 1986 року працює в Інституті слов'янознавства та балканістики РАН. З 1987 року є керівником регулярних диалектологических експедицій в області східнослов'янських говірок .
У 1992 році за сукупністю робіт захистив докторську дисертацію, зараз очолює Групу слов'янського глоттогенеза .

## Внесок в лінгвістику
С. Л. Ніколаєв — фахівець із слов'янського та індоевропейского порівняльно-історичного мовознавства Сфера занять охоплює слов'янську, балто-слов'янську та індоєвропейську історичну акцентологію, порівняльну граматику північнокавказьких мов, мов гіпотетичної сино-кавказьку макросім'ї, гіпотетичну америндську макросім'ю.
Лінгвогеографію та історичну діалектологію слов'янських мов Ніколаєв пов'язує з проблемами етногенезу слов'ян. У східнослов'янської діалектології він встановив ряд найдавніших (пізніх праслов'янських) діалектних ізоглос. Реконструкція розміщення цих ізоглос на території найдавнішого слов'янського розселення показала їх зв'язок з археологічними ареалами великих праслов'янських племінних об'єднань.
В результаті організованих їм польових досліджень східнослов'янських говірок в Інституті зібрана східнослов'янська фонотека і архів діалектних записів.
Експериментальне дослідження фонетики і просодії східнослов'янських діалектних систем на комп'ютері дозволило С. Л. Ніколаєву виявити ряд нових і маловивчених явищ в сучасних східнослов'янських говірках.
С. Л. Ніколаєвим опубліковано і підготовлено до друку понад 80 робіт загальним обсягом понад 240 авторських аркушів. Він є автором етимологічного словника північнокавказьких мов (спільно з С. А. Старостіним, 70 авторських аркушів), одним з авторів серії «Основи слов'янської акцентології», учасником міжнародних інтернет-проектів «Еволюція мови» і «Вавилонська вежа» (етимологічні бази даних; їм створена порівняльна база даних по індоєвропейських мов, на якій заснований проект нового індоєвропейського словника, бази даних по фіно-угорським і америндським мовам).
С. Л. Ніколаєв протягом більше 20 років є керівником і організатором комплексних лінгвістичних експедицій з вивчення східнослов'янських говірок (Карпати, російський Північно-Захід, Білорусія, Полісся) і архаїчних староштокавських говірок сербохорватської мови (Славонія, спільно з хорватськими колегами), автором спеціальних польових програм зі східнослов'янської історичної діалектології.
Він робив доповіді на чотирьох Міжнародних з'їздах славістів, низці міжнародних і російських конференцій, протягом 10 років читав курс і вів семінар «Історична лінгвогеографія східнослов'янських мов» на філологічному факультеті МДУ.
С. Л. Ніколаєв тричі висувався кандидатом в члени-кореспонденти РАН (в 2003 і 2016 роках — Інститутом слов'янознавства РАН, в 2006 році — персонально В. А. Дибо). У 2004 році став лауреатом премії Sigma Xi, The Scientific Research Society (Монреаль, Канада). Член редколегії міжнародного славістичного журналу «Slověne = Словѣне»
У 2014 році С. Н. Ніколаєв після розстановки наголосів підтвердив (з істотною трансформацією і багатьма уточненнями) ідею А. Ю. Чернова про синкретичну поліритмію "Слова о полку Ігоревім ".

## Внесок у вивчення метеликів
Почавши займатися лепидоптерологією в 1964—1966 роках, вже в 1968 році вперше виявив на Алтаї значну популяцію Polyommatus damone . У 1970 році в Туві зловив 2 нових таксони сатірід роду Oeneis (описаних Ю. П. Коршуновим як Oeneis judini і O. shurmaki). Протягом 1980—1985 років зібрав в Тверській області велику колекцію лускокрилих, нині знаходиться в Сибірському зоомузеї. Описав імовірно новий таксон Erebia polonina. Спільно з Ю. П. Коршуновим написав статті, присвячені северноазіатскім Oeneis і Erebia (в останню статтю включено E. polonina).

## Політичні погляди
Підписав відкритого листа російських науковців та наукових журналістів проти Російського вторгнення в Україну 2022 року.

## Основні роботи

### Монографії
- Дыбо В. А., Замятина Г. И., Николаев С. Л. Основы славянской акцентологии [Архівовано 14 липня 2015 у Wayback Machine.]. Институт славяноведения и балканистики АН СССР; Отв. ред. Р. В. Булатова. М.: Наука, 1990.
- Дыбо В. А., Замятина Г. И., Николаев С. Л. Основы славянской акцентологии. Словарь. М.: Наука, 1993. Т. I. Вып. 1.
- Севернокавказский этимологический словарь (совм. с С. А. Старостиным): A Comparative Dictionary of North Caucasian Languages. Moscow, 1994 (Предисловие[недоступне посилання з Октябрь 2018]).
- Николаев С. Л., Толстая М. Н. Словарь карпатоукраинского торуньского говора с грамматическим очерком и образцами текстов. М., 2001.
- Николаев С. Л. Слово о полку Игореве. Реконструкция стихотворного текста. Нестор-История, 2020 г.